# Bogdan Śliwa
Bogdan Śliwa (Cracovia, 5 febbraio 1922 – Cracovia, 29 novembre 2003) è stato uno scacchista polacco.
Vinse sei volte il Campionato polacco di scacchi (1948, 1951, 1952, 1953, 1954, 1960).
Dal 1952 al 1966 partecipò a sette edizioni delle olimpiadi degli scacchi (quattro volte in prima scacchiera). Vinse la medaglia d'argento in quarta scacchiera alle olimpiadi di Helsinki 1952.
Alcuni altri risultati: 
- 1954:  terzo nello zonale di Mariánské Lázně (dietro a Luděk Pachman e László Szabó);
- 1957:  2º-4º con Nejkirh e Matanović nello zonale di Sofia (vinto da Miroslav Filip);
- 1959:  5º-7º nel torneo di Riga, dietro a Spasskij, Mikėnas, Toluš e Tal'.[2]

Ottenne il titolo di Maestro Internazionale nel 1953 e di Grande maestro Honoris causa nel 1987.
Nel 1996 la ICCF gli riconobbe il titolo di Grande Maestro per corrispondenza.
Alcune partite notevoli: 
- Śliwa – Pál Benkő, Budapest 1952 –  Est indiana Sämisch E80
- Śliwa – Boris Spasskij, Bucarest 1953 –  Difesa semislava D49
- László Szabó – Śliwa, Bucarest 1953 –  Nimzoindiana E26
- Śliwa – Miguel Najdorf, Göteborg Izt 1955 –  Est indiana Sämisch E86
- Śliwa – David Bronštejn, Gotha 1957 –  Olandese A81[3]